# HMS Vengeance (S31)
HMS Vengeance es el cuarto y último submarino de la clase Vanguard operado por la Marina Real británica. El HMS Vengeance lleva el misil balístico Trident, parte principal del sistema nuclear Trident, el elemento disuasorio nuclear del Reino Unido.

## Historial operativo
El HMS Vengeance fue construido en Barrow-in-Furness por Vickers Shipbuilding and Engineering Ltd (ahora BAE Systems Submarine Solutions), que se lanzó en septiembre de 1998 y se puso en marcha en noviembre de 1999.
Antes de ser comisionada, el gobierno británico declaró que una vez que los submarinos Vanguard estuvieran en pleno funcionamiento, solo llevarían 200 ojivas nucleares.
El Vengeance lleva "últimas instrucciones" sin abrir (cartas de último recurso) del actual primer ministro británico que se utilizarán en caso de una catástrofe nacional o un ataque nuclear; esta carta es idéntica a las cartas transportadas a bordo de los otros tres submarinos de la clase Vanguard.